# Bir Mezoui
Bir Mezoui  (in arabo بئر مزوي‎?) è un centro abitato e comune rurale del Marocco situato nella provincia di Khouribga, regione di Béni Mellal-Khénifra. Conta una popolazione di 6 500 abitanti (censimento 2020)